# 图伊卡诺库珀鲁
图伊卡诺库珀鲁是汤加的一个王系，在汤加的“哈阿图伊”（国王血统）中属于较低的等级。图伊卡诺库珀鲁被称为“考哈拉拉洛”。其中，“考哈拉”意为“路旁”，“拉洛”意为“较低的”。因此，“考哈拉拉洛”意为“路的较低一侧”。这个称谓用来区分图伊卡诺库珀鲁和图伊汤加，后者是“哈阿图伊”中最尊贵、最神圣的一支。与“考哈拉拉洛”相对，图伊汤加被称为“考哈拉乌塔”，意为“路的较高一侧”。
在汤加古都姆阿（位于汤加塔布岛），图伊汤加的传统居住地位于路的较高、靠内陆的一侧，而图伊卡诺库珀鲁则居住在路的较低、靠海的一侧。在姆阿，聚居区沿着靠海的较低一侧扩展。在“伊纳西”仪式期间，图伊汤加帝国的各个酋长领地会向图伊汤加进贡，图伊卡诺库珀鲁会乘独木舟抵达，沿海岸驻扎。呈上贡品（如水果）后，图伊卡诺库珀鲁便返回自己的领地。
图伊卡诺库珀鲁的职位起源于莫乌恩加汤加（第6任图伊哈塔卡拉瓦）在位时。恩加塔是莫乌恩加汤加和其妻图胡伊亚（来自萨摩亚乌波卢岛的女子，萨法塔战争酋长阿玛·莱莱之女）的小儿子。恩加塔获得“图伊卡诺库珀鲁”头衔，被派往汤加西部的汤加塔布岛希希福地区，代表哈阿图伊、图伊汤加和图伊哈塔卡拉瓦管理该地区。恩加塔由他的舅舅努库和表亲纽卡普陪同（这些事件在《乌鲁托鲁》故事中有所描绘）。恩加塔的事业也得到了母亲家族——法莱哈阿基利（即“哈阿基利家族”）的支持。在汤加，法莱哈阿基利是图伊卡诺库珀鲁的传统支持者。恩加塔娶了希希福地区的哈阿瓦卡托洛酋长阿霍梅埃的两个女儿瓦埃塔普和考福欧。他们的孩子居住在希希福。恩加塔的后裔，分为“哈阿恩加塔莫图阿”（即“旧哈阿恩加塔”）和“哈阿恩加塔图普”（“图普”是授予图伊卡诺库珀鲁的头衔）两个分支。
阿利亚莫图阿是穆穆伊之子，他于1826年成为第18任图伊卡诺库珀鲁，并于1827年12月7日在希希福的邦艾广场由哈阿恩加塔和哈阿哈韦亚家族正式册封。阿利亚莫图阿后来皈依基督教，并于1830年1月18日由循道宗传教士特纳施洗，得到“乔赛亚·图普”的名字，同日与玛丽·莫阿拉举行基督教婚礼。1845年，阿利亚莫图阿去世；在去世前，他指定了两个可能的继承人，其中一个为陶法阿豪（第17任图伊卡诺库珀鲁图普托阿之子）；陶法阿豪于1831年接受循道宗传教士洗礼，并自称“国王乔治·陶法阿豪·图普一世陛下”；最终，陶法阿豪成为第19任图伊卡诺库珀鲁。1875年，陶法阿豪建立现代的汤加王国。